# Sphinx (generator dokumentacji)
Sphinx – system tworzenia i generowania dokumentacji technicznej, który konwertuje pliki źródłowe reStructuredText najczęściej do dokumentu HTML, ale możliwe jest również określenie innych formatów wyjściowych, np.: LaTeX, PDF, ePUB, man.
Zastosowanie zwykłego tekstu (ang. plain text) podczas tworzenia dokumentacji w systemie Sphinx umożliwia nie tylko łatwe dostosowanie formatu wyjściowego do oczekiwań odbiorców, ale staje się szczególnie przydatne w przypadku korzystania z systemu kontroli wersji, który umożliwia śledzenie zmian w plikach źródłowych pisanych w języku znaczników reStructuredText, w odróżnieniu od sytuacji, kiedy dokumentacja pisana jest w plikach binarnych, takich jak np. format .doc w (Microsoft Word). Dodatkowo zwykły tekst może być z łatwością przenoszony między różnymi platformami i systemami operacyjnymi, dzięki temu dokumentacja napisana w systemie Sphinx jest wysoce przenoszalna.

## Zarys historii
Pierwsza, publiczna wersja systemu o numerze 0.1.61611 została wydana 21 marca 2008 r. System został opracowany specjalnie na potrzeby tworzenia dokumentacji dla języka programowania Python. Wcześniej dokumentacja języka Python tworzona była w systemie składu tekstu LaTeX. W tamtym okresie, w latach 80. i na początku lat 90. XX wieku, większość dokumentacji była drukowana i nie była dostępna online. Zespół developerów Pythona zaprzestał korzystania z drukowanej dokumentacji, a zamiast tego zaproponował dostęp online do dokumentów HTML. Generowanie HTML z formatu LaTeX było skomplikowane, dlatego też – podczas rozwoju Pythona w wersji 2.6 – Georg Brandl stworzył system Sphinx.

## Zastosowanie
Od czasu wydania w 2008 r., Sphinx został zaadaptowany dla innych, ważnych projektów Pythona, takich jak m.in.: Bazaar, SQLAlchemy, MayaVi, Sage, SciPy, Django, Pylons.
Poza tworzeniem dokumentacji, system Sphinx został wykorzystany do budowy stron internetowych. Może też być wykorzystywany do składu i przygotowywania książek do druku.
W celu łatwiejszego zarządzania stworzoną dokumentacją, w kwietniu 2010 r. utworzony został projekt Read the Docs. Read the Docs (RTD) oferuje import dokumentacji, jej przeglądanie oraz darmowy hosting. RTD posiada funkcję auto-update, która automatyzuje proces budowy dokumentacji Sphinxa po każdym commicie. Projekt sponsorowany jest m.in. przez: Python Software Foundation, Django Software Foundation, Mozilla Webdev. Przykładem projektu, który hostuje i udostępnia swoją dokumentację w serwisie Read the Docs jest biblioteka mwlib, umożliwiająca tworzenie książki w oprogramowaniu MediaWiki.

## Zależności
Przed zainstalowaniem systemu Sphinx należy spełnić warunki zależności z innymi modułami Pythona:
- Pygments (PyPI)
- Jinja2 (PyPI)
- docutils (PyPI)

## Tworzenie dokumentacji
System Sphinx dostarczany jest z wbudowanym skryptem sphinx-quickstart, który po uruchomieniu zadaje użytkownikowi pytania i na podstawie udzielonych odpowiedzi tworzy odpowiednie katalogi oraz domyślny plik konfiguracyjny conf.py.
Domyślnie tworzone są następujące katalogi i pliki:
source
Folder dla plików źródłowych dokumentacji.
build
Folder dla generowanej dokumentacji.
index.rst
Główny plik źródłowy dokumentacji.
conf.py
Główny plik konfiguracyjny dokumentacji.
Dokumentację generuje się przy pomocy polecenia sphinx-build, przykładowo:
```
$ sphinx-build -b html sourcedir builddir
```

lub – dla ułatwienia – za pośrednictwem skryptu Makefile lub make.bat, przykładowo:
```
$ make html
```

Powyższe skrypty są dostępne o ile wcześniej, podczas uruchomienia skryptu sphinx-quickstart, użytkownik twierdząco odpowiedział na zadane pytanie:
```
A Makefile and a Windows command file can be generated for you so that you
only have to run e.g. ‘make html’ instead of invoking sphinx-build
directly.
> Create Makefile? (Y/n) [y]: y
> Create Windows command file? (Y/n) [y]: y
```